# Boli niet
Boli niet (ros. Боли нет, pol. Bólu nie ma) – drugi akustyczny album studyjny białoruskiego zespołu punk rockowego Daj Darogu!, zapisany w latach 2010–2011 i wydany 13 lutego 2011 roku. Album składa się z dwunastu piosenek w wersji akustycznej, z których dwie znalazły się wcześniej w wersji elektrycznej na albumie D.S.P.G., natomiast pozostałe dziesięć trafiło rok później na płytę Skwoź gowno, a także z bonusowego utworu „Boli niet” z udziałem lidera grupy Lapis Trubieckoj Siarhieja Michałoka.

## Lista utworów
| Nr  | Tytuł utworu                                 | Oryginalna pisownia tytułu | Długość |
| --- | -------------------------------------------- | -------------------------- | ------- |
| 1.  | „Boli niet”                                  | «Боли нет»                 | 2:45    |
| 2.  | „W sinich sandalach”                         | «В синих сандалях»         | 3:52    |
| 3.  | „Jest' osnowanije”                           | «Есть основание»           | 2:47    |
| 4.  | „D.S.P.G.”                                   | «Д.С.П.Г.»                 | 3:24    |
| 5.  | „Otrawleny mozgi”                            | «Отравлены мозги»          | 5:28    |
| 6.  | „NŁO”                                        | «НЛО»                      | 3:52    |
| 7.  | „Samyj unikalnyj”                            | «Самый уникальный»         | 3:29    |
| 8.  | „Ja nie wieduś”                              | «Я не ведусь»              | 4:15    |
| 9.  | „Pierienoczewat'”                            | «Переночевать»             | 4:08    |
| 10. | „Spiecialist”                                | «Специалист»               | 2:27    |
| 11. | „Nie umirat'”                                | «Не умиратъ»               | 2:30    |
| 12. | „Czornyj drakon”                             | «Чёрный дракон»            | 2:38    |
| 13. | „Boli niet” (bonus, feat. Siarhiej Michałok) | «Боли нет»                 | 2:45    |
|     |                                              |                            | 44:20   |

## Twórcy
- Juryj Stylski – wokal, gitara, mastering, muzyka i teksty
- Kirył Skamin – gitara basowa, wokal wspierający
- Siarhiej Michałok – wokal (gościnnie, utwór 13)
- Juryj Kałyczeu – gitara (gościnnie, utwór 12)[5]